# (1563) Noël
(1563) Noël es un asteroide que forma parte del cinturón de asteroides y fue descubierto el 7 de marzo de 1943 por Sylvain Julien Victor Arend desde el Real Observatorio de Bélgica, Uccle.

## Designación y nombre
Noël fue designado al principio como 1943 EG.
Más tarde se nombró en honor de Emmanuel Arend, un hijo del descubridor.

## Características orbitales
Noël orbita a una distancia media del Sol de 2,191 ua, pudiendo alejarse hasta 2,379 ua. Tiene una inclinación orbital de 5,983° y una excentricidad de 0,08555. Emplea 1185 días en completar una órbita alrededor del Sol.